# Agapetes oblonga
Agapetes oblonga là một loài thực vật có hoa trong họ Thạch nam. Loài này được Craib mô tả khoa học đầu tiên năm 1913.